# جورج تاونشند
جورج تاونشند (انگلیسی: George Townshend؛ ۲۸ فوریه ۱۷۲۴ – ۱۴ سپتامبر ۱۸۰۷) فرد نظامی اهل پادشاهی بریتانیای کبیر بود.